# Finlandia
För andra betydelser, se Finlandia (olika betydelser).
Finlandia är en symfonisk dikt komponerad för orkester 1899 av Jean Sibelius, senare också arrangerad för kör. Finlandia är ett av Sibelius mest kända verk, kanske främst på grund av dess symbolvärde.

## Bakgrund och uruppförande
Tondikten uruppfördes på Pressens dagars festföreställning på Svenska Teatern 1899 under namnet Finland vaknar, som del av musiken till en serie tablåer av Kaarlo Bergbom med text av Eino Leino och Jalmari Finne. Verket uppfördes av Helsingfors filharmoniska sällskaps orkester under ledning av kompositören. Festföreställningen hade ordnats som en av många protester mot februarimanifestet, med vilket man försökte inskränka den finska autonomin. Sibelius hade skrivit två andra stycken i denna anda, Atenarnes sång som uruppförts i april och Islossningen i Uleå älv med premiär i oktober.
De olika tablåerna var
- I. Väinämöinens sång
- II. Finnarna döps
- III. Hertig Johan i Åbo slott
- IV. Finnarna i det trettioåriga kriget
- V. Stora ofreden
- VI. Finland vaknar.

Finlandia uppfördes upprepade gånger tiden därefter. Robert Kajanus tog med verket på sin orkesters Europaturné, som avslutades på världsutställningen i Paris 1900. Namnet på verket varierade tills det från sommaren började kallas Finlandia, för att undvika ryska censurlagar.
Sibelius omarbetade 1911 delar av musiken, exklusive Finlandia, till Scènes historiques I op. 25, på svenska ”Historiska bilder I”.

## Som körsång
Finlandia kom att framföras på många ställen i världen, också med text. I Finland skrevs texter till hymnen av bland annat Jalmari Finne, Yrjö Sjöblom och Wäinö Sola. Sibelius arrangerade slutligen Solas text i omarbetad form för manskör och orkester, med uruppförande 1938.
Den text som kom att bli den mest populära beställdes av kören Mieskuoro Laulu-Miehet, skrevs av V.A. Koskenniemi och uruppfördes med Sibelius godkännande den 7 december 1940. På svenska sjungs denna version i översättning av Joel Rundt.

## Filmmusik
Som filmmusik är Finlandia mest känd från filmen Die Hard 2. Orsaken till att musiken spelas i den filmen kanske beror på att regissören Renny Harlin kommer från Finland.